# Ward Hermans

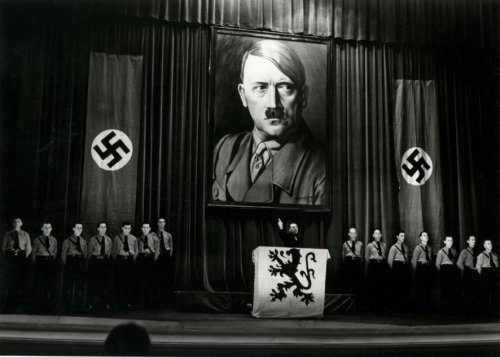
Ward Hermans (1941)

Ward Hermans (Turnhout, 6 de febrero de 1897 – Deurne, Amberes; 23 de noviembre de 1992) fue un político y escritor belga nacionalista flamenco.

## Incursión en la política
Hermans sirvió en el Ejército belga durante la Primera Guerra Mundial antes de involucrarse en la política como miembro del Frontpartij nacionalista. Participó en el Parlamento belga como miembro de este Partido de 1929 a 1932. Abandonó el Frontpartij en 1933 para unirse al Verdinaso y pronto se hizo conocido por su postura pro-nazi en periódicos tales como De Schelde, Volk en Staat y Strijd. Su membresía llegó a su fin el año siguiente cuando discutió con Joris van Severen y dejó el grupo para unirse a la Unión Nacional Flamenca. Sirvió como líder de un arrondissement por el grupo de 1935 a 1940, también regresó al Parlamente como un representante de la Unión Nacional Flamenca de 1939 a 1944.

## Segunda Guerra Mundial
Dada su disposición hacia el nazismo, Hermans se convirtió en un colaborador entusiasta después de la invasión. Junto con René Lagrou, fue el fundador de la Algemeene-SS Vlaanderen, las SS flamencas, en 1940. Abandonó sus compromisos oficiales con la Unión Nacional Flamenca en octubre de 1940 para concentrarse en su misión, también editó el nuevo periódico del movimiento, SS-Man. En los últimos años de la guerra, Hermans marchó a la Alemania para transmitir propaganda nazi desde una radio en Bremen.

## Posguerra
Hermans fue sentenciado a muerte en ausencia después de la Segunda Guerra Mundial, pero no fue arrestado hasta su captura en Alemania en noviembre de 1946. Fue enviado a Bélgica, donde su sentencia fue conmutado a cadena perpetua y fue liberado en 1955. En gran parte, se mantuvo alejado de cualquier participación política tras su liberación, con excepción de un período en la Orden de Militantes Flamencos durante los años 1970.